# Notre-Dame-de-Riez
Notre-Dame-de-Riez è un comune francese di 1 952 abitanti situato nel dipartimento della Vandea nella regione dei Paesi della Loira.

## Società

### Evoluzione demografica
Abitanti censiti